# Tarnogóra (Basses-Carpates)
Pour les articles homonymes, voir Tarnogóra.
Tarnogóra est une localité polonaise de la gmina de Nowa Sarzyna, située dans le powiat de Leżajsk en voïvodie des Basses-Carpates.